# Maestro de 1310

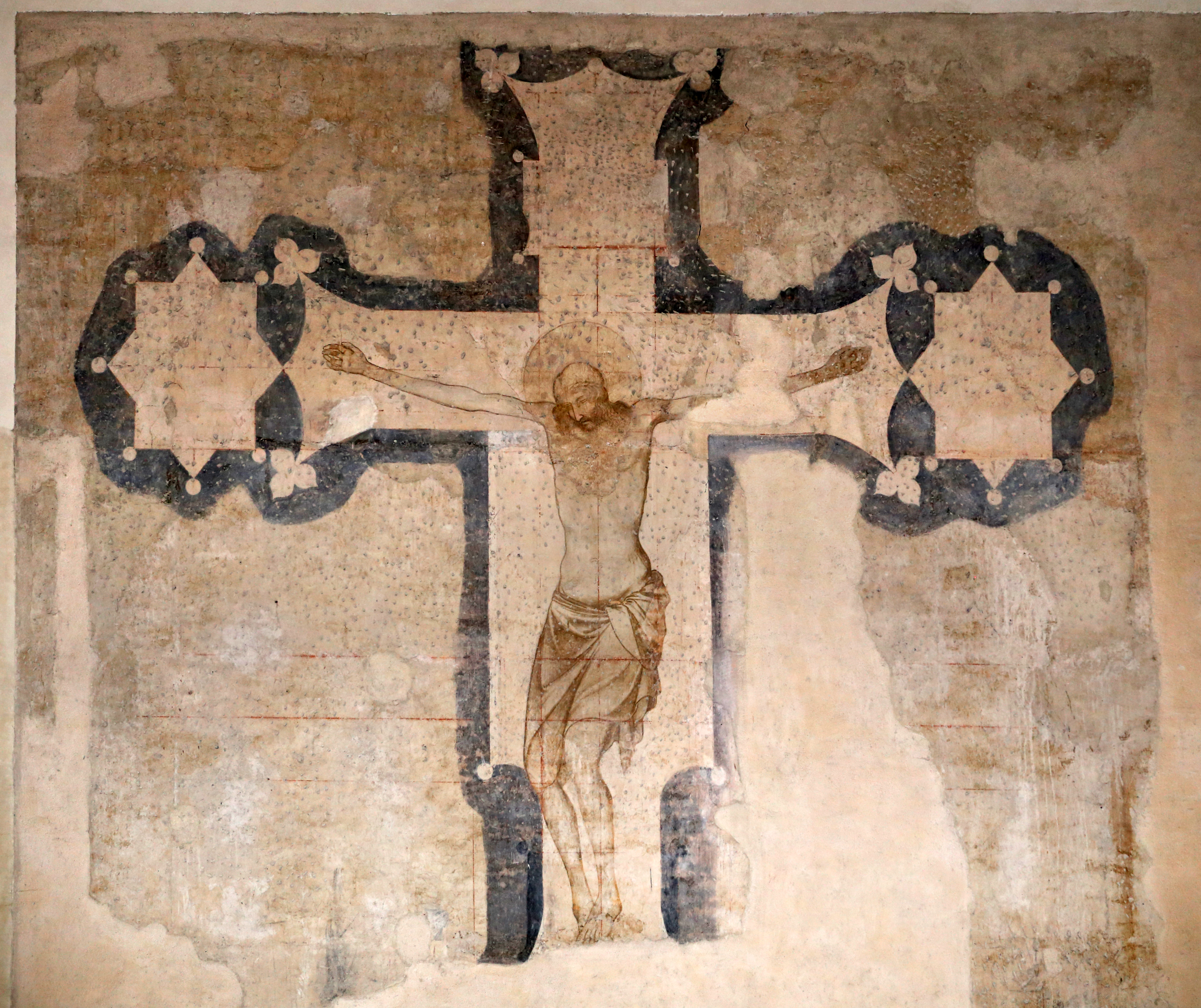
Crucifijo, San Francisco, Pistoia

El Maestro de 1310 fue un pintor anónimo italiano activo en Pistoya, entre finales del siglo XIII y comienzos del siglo XIV.

## Biografía
Este pintor anónimo italiano toma su nombre del panel con la Virgen con el Niño entre ángeles y el donante Filippo Paci, hoy conservada en el Petit Palais de Aviñón y datado en 1310, cuyo estilo muestra influencias claras del gótico francés.
Como precedentes, datados en 1307, cabe señalar los frescos con Historias de la Pasión en el coro de la iglesia de San Juan Fuorcivitas en Pistoya, con figuras de fuerte carga expresiva.
En cuanto a los últimos años de actividad del pintor es de destacar el políptico con la Madonna con el Niño y los santos Juan Bautista, un apóstol, María Magdalena y Bernardo, originariamente colocado sobre el altar mayor de la iglesia de Santa María Magdalena del convento de los Humillados en Pistoya, actualmente en el Museo cívico de la ciudad.
Se discuten otras atribuciones, como la de dos frescos de la iglesia de Santo Domingo, de nuevo en Pistoya, realizados en torno a los años treinta del siglo XIV, un políptico con la Madonna y santos, colocado en el refectorio, y una Anunciación para la arcada que da entrada a la capilla mayor.

## Obras
- Historias de la Pasión (1307), iglesia de San Juan Fuorcivitas, Pistoya,
- Madonna con el Niño entre ángeles y el donante Filippo Paces (1310), conservada desde 1976 en el Museo del Petit Palais de Aviñón.
- Madonna con el Niño y los santos Juan Bautista, un apóstol, María Magdalena y Bernardo, políptico, iglesia de Santa María Magdalena en el convento de los Humillados, Pistoya (actualmente en el Museo Cívico de la ciudad).
- Virgen de la Maestà, Museo del Petit Palais de Aviñón.